# Alexander Faltin
Alexander von Faltin (lettisch: Aleksandrs Faltins; * 12. Dezemberjul. / 24. Dezember 1819greg. in Libau, Gouvernement Kurland, als Alexander Hermann Faltin; † 8. November 1899 in Wiesbaden) war ein deutschbaltischer Jurist, liberaler Politiker, Reformer und Redakteur.

## Leben

### Herkunft und Familie
Faltins Eltern waren der Tierarzt zu Libau, später zu Riga, Johann Friedrich Leopold Faltin (* in (Ost-)Preußen, † 1832 oder 1833) und Baronesse Juliane Dorothea von Vietinghoff gen. Scheel (* 1796 oder 1797, † 1866 in Riga).
Sein Bruder war Rudolf Faltin.

### Werdegang
Nach dem Jurastudium an der Kaiserlichen Universität Dorpat trat Alexander Faltin in den Dienst des kurländischen Obergerichts. Von 1853 bis 1881 war er Rigaer Ratsherr und Ältermann der Großen Gilde von Riga. In seiner Schrift Ueber den Anzeigenbeweis in Livland (Riga 1857) wandte sich Faltin gegen die Anwendung der Folter. Als Delegierter Rigas in der Zentraljustizkommission von 1864 hat sich Faltin für die Verurteilung aufgrund von Indizien ausgesprochen und damit die Abschaffung der Folter im russischen Rechtssystem maßgeblich betrieben.
Ab 1853 war Faltin Direktor und von 1886 bis 1894 Präsident der Riga-Dünaburger und der Riga-Tukumer Eisenbahn. Faltin gab die Anregung für den Bau der Riga–Mitauer Bahn. Weiterhin war Faltin Mitbegründer und Mitredakteur der Baltischen Monatsschrift, in welcher er sich vor allem zu politischen und wirtschaftlichen Themen äußerte.
Im Jahr 1852 erhielt Faltin den Rang eines Collegien-Assessors und im Jahre 1858 die dunkle Bronzemedaille zum Gedächtnis an den Krimkrieg von 1853 bis 1856. Im Jahr 1877 wurde Faltin die erbliche Ehrenbürgerwürde von Riga verliehen; 1882 wurde Faltin durch Verleihung des St. Wladimir-Ordens in den russischen Erbadelstand erhoben (Eintrag in das Gouvernement-Adelsgeschlechtsbuch von Livland am 16. Februar 1883).

## Buchveröffentlichungen
- Über den Anzeigebeweis in Livland nach der Theorie und Praxis. Riga und Leipzig, Dresden, 1857.
- Die Reform der Rechtspflege in den Ostseeprovinzen. (Sonderdruck in der Baltischen Monatsschrift), Riga 1863